# Celinda Corozo
Celinda Jamileth Corozo Ramírez (ur. 28 października 1998) – ekwadorska judoczka.
Uczestniczka mistrzostw świata w 2023 i 2024. Startowała w Pucharze Świata w 2019, 2020, 2022, 2023 i 2024. Brązowa medalistka igrzysk panamerykańskich w 2023. Srebrna medalistka mistrzostw panamerykańskich w 2021 i 2025; brązowa w 2023 i 2024. Wygrała igrzyska Ameryki Południowej w 2022. Wicemistrzyni igrzysk boliwaryjskich w 2022. Mistrzyni panamerykańska juniorów w 2018 roku.